# 同性戀和心理學
心理學是首批將同性戀作為作為離析現象研究的學科之一。在20世紀的大部分時間之前，心理學曾將同性戀視為一種精神疾病。自1970年代以來，行為與社會科學及心理健康專業的共識是認為同性戀是人類性取向的種類之一，但仍有部分專業人士認為同性戀是一種心理障礙。1974年，美國精神病學會不再將同性戀視為心理障礙。1990年，世界衛生組織亦將同性戀去病化。